# Albrecht Wilhelm Roth
Albrecht Wilhelm Roth (ur. 6 stycznia 1757 w Dötlingen, zm. 16 października 1834) – niemiecki lekarz, botanik i mykolog.

## Życiorys
Studiował medycynę na Uniwersytecie w Halle i Uniwersytecie w Erlangen, gdzie uzyskał stopień doktora w 1778 roku. Po ukończeniu studiów praktykował medycynę w Dötlingen, a wkrótce potem przeniósł się do Bremen-Vegesack.

## Praca naukowa
Opublikował kilka publikacji naukowych, szczególnie znane stały się te z zakresu botaniki. Jego badania botaniczne i pisma zwróciły uwagę Johanna Wolfganga von Goethego, który zarekomendował Rotha na stanowisko w Instytucie Botanicznym Uniwersytetu w Jenie.
Dwa z jego lepiej napisanych dzieł to Tentamen florae germanica (traktat o florze niemieckiej) i Novae plantarum species praesertim Indiae orientalis (księga flory indyjskiej). Ta ostatnia praca oparta jest głównie na okazach botanicznych zebranych przez morawskiego misjonarza Benjamina Heyne.
W naukowych nazwach opisanych przez niego taksonów dodawane jest jego nazwisko Roth. Uczczono go nazywając jego nazwiskiem rodzaj roślin Rothia.